# Благороден газ
Благородни газове или още инертни газове е събирателно наименование за химичните елементи от осемнадесета група на периодичната система на елементите:
- хелий
- неон
- аргон
- криптон
- ксенон
- радон
- оганесон

## Етимология
Наименованието „инертни газове“ е създадено поради неучастието на елементите в химични реакции. Причината е в устойчивостта на външните електронни обвивки на атомите им. Впоследствие е открито, че някои от тях могат да влизат във взаимодействие, но името остава.
Името „благородни газове“ е алюзия с благородните метали поради приликата с тяхната нереактивност и устойчивост към промяна, които се свързват с поведението на благородниците.

## Химични свойства
Всички благородни газове имат едноатомни молекули. При специални условия криптонът и ксенонът могат да реагират поради по-слабата връзка на външните им електрони с ядрото и по-ниските им нива на йонизиране.

## Физични свойства
Привличането между отделните атоми на благородните газове е много слабо и това води до техните ниски точки на топене и кипене. При нормални условия те са газове, дори тези с атомна маса, надвишаваща масата на повечето твърди елементи. Хелият е елементът с най-ниски точки на топене (0,95 K, -272,2 °C) и кипене (4,22 K, -268,93 °C) и при свръхниски температури демонстрира особени свойства – свръхтечливост.